# 董文飞
董文飞（1990年2月15日—），男，河南周口项城人，原中国广东队散打运动员。2009年广东国际武术搏击擂台赛冠军，参加了2009年中泰对决的65公斤级别的比赛。2012年2月入选中国国家武术散打队，2013年加入河南大东祥搏击俱乐部。

## 职业生涯
2009年5月9日，河南武林风董文飞KO葛叙坤，以四战四胜的成绩晋级武林风首届中墨对抗赛。
2009年12月19日晚，2009中国功夫VS职业泰拳争霸赛在岭南明珠体育馆举行，第二场65kg级比赛由中国选手董文飞VS泰拳选手BigBen，因摔法劣势，最终点数负于BigBen。
2011年3月31日晚，广东江门武行天下-武林王者争霸战比赛，董文飞以62-44点数击败泰国选手阿听-韩胜呐。
2011年4月19日晚在福建武夷山市体育馆进行了全国散打锦标赛冠亚军决赛，广东选手董文飞战胜福建选手叶炳祥，获得2011年全国散打锦标赛70kg冠军。
2011年11月1日海南省海口体育馆举行2011中国武术散打功夫王争霸赛，董文飞TKO赵额日得木吐加冕70公斤王者
2012年9月25日安徽金种子体育馆上演2012广源国际世界自由搏击王者争霸赛，董文飞战胜斯洛伐克拳手费拉基米尔。
2012年12月31日北京科技大学体育馆举行武林风全球功夫盛典，参加8人战的董文飞1/4决赛KO巴西古斯塔沃晋级半决赛，在半决赛中点数战胜周志鹏晋级决赛，董文飞在决赛第二回合被Albert Kraus高扫KO。
2013年6月6日晚8点武林风迪拜站中外对抗赛在阿联酋迪拜会展中心拉开战幕，董文飞迎战主场作战的阿联酋选手阿里卡比，比赛中董文飞连续的鞭腿重击将阿里卡比击溃，后者的裁判将毛巾扔进场内认输。
2013年8月10日下午4点半，武林风联合MAX Muay Thai的比赛在河南电视台演播厅开打，董文飞对阵Buakaw Banchamek，最终被分歧判定点数告负。 
2014年1月18日晚，武林风WLF全球功夫盛典在湖北襄阳举行，董文飞参加8人赛，先后点数战胜麦克.考克马尔 (Michael Krcmar)与孙维强，在决赛判定负与伊萨 (Seyedisa Alamdarnezam) 
2014年4月29日，河南项城市举行纪念五四运动95周年表彰大会。董文飞获得2014年第八届项城市十大杰出青年。 

## 所获荣誉
- 2015 WLF 75公斤级洲际冠军金腰带

- 2012 武林风70公斤级中国勇士称号 [14]

- 2011 中国武术散打功夫王70公斤冠军 [15]

- 2011 全国散打锦标赛70公斤冠军 [16]